# 히말리아 (위성)
히말리아는 목성의 가장 큰 불규칙 위성이다. 1904년 12월 3일에 릭(Lick) 천문대에서 찰스 딜런 페라인(Charles Dillon Perrine)이 발견하였고, 이름은 제우스(그리스 신화에서 주피터)의 세 아들을 낳은 님프 히말리아에서 따왔다.

## 이름
히말리아는 1975년까지 지금의 이름을 가지고 있지 않았다. 히말리아와 엘라라의 발견 이후 현재 이름을 갖게 되었지만, 그 이전까지는 간단하게 목성 VI나 목성 위성 VI로 불렸다. A.C.D. 크럼멜린은 1905년에 이렇게 기록하고 있다.
불행히도, 마치 토성의 위성 개수를 세는 것을 포기하고 이름들을 바꿔 붙였을 때와 매우 흡사하게, 현재 목성의 위성 개수는 혼란스럽다. 비슷한 진행이 여기서도 합리적일 것 같다. 그 안쪽 위성은 한 부류가 만들어질 때까지 명칭 V로 남아있었다. 하지만 이제 동반성이 있어 이런 이유는 사라졌으니 숫자로 된 이름을 바꾸는 것이 확실히 더 시적이다.

1955년에서 1975년까지 히말리아를 그리스 여신의 이름을 본따서 헤스티아라고 부르기도 했다.

## 궤도
히말리아는 자신의 이름이 곧 그룹의 이름이고 또한 그 그룹에서 가장 크다. 그 위성들은 목성으로부터 11,400,000 km에서 13,000,000 km 사이에서 약 27.5° 기울어진 궤도를 그리며 돈다. 이는 2000년 1월 현재의 궤도적 요소이고 이 궤도는 태양과 행성의 섭동때문에 계속해서 바뀌고 있다.

## 물리적 특징
히말리아는 그 그룹의 다른 위성들처럼 C형 소행성과 비슷한 색지수 상 B-V=0.62, V-R=0.4 중간색(회색)을 보인다. 카시니의 조사에 의하면 히말리아는 스펙트럼상 거의 특징은 없었으며, 3마이크로미터 영역에서 작은 흡수선이 관측되었는데 이는 물이 존재할 가능성이 있음을 시사한다.

## 탐사
2000년 11월에 토성으로 가는 카시니-하위헌스 우주선이 4,400,000 km 거리에서 찍은 것도 포함해서 히말리아의 사진을 많이 찍었다. 해상도가 낮게 나왔지만 히말리아는 지름 150 ± 20 ~ 120 ± 20 킬로미터의 타원체였으며, 이는 지구에서 측정한 값과 비슷했다.
2007년 2월과 3월에 명왕성으로 가는 뉴 허라이즌스 호가 8백만 킬로미터의 최근접 거리에서 일련의 히말리아 사진들을 찍었다. 뉴 허라이즌스 호의 사진에 나타난 히말리아의 폭은 수 픽셀 정도였다.

## 같이 보기
- 불규칙 위성